# ヘッドライナー (コンサート)
ヘッドライナー(Headliner)とは、複数のアーティストが合同で行うコンサートやロック・フェスティバルなどにおいて、主役を務めるアーティストである。多くの場合メインアクト最後に出演する。

## 概説
コンサートに参加するアーティストの中で最も有名な者を指し、観客動員の主力となる。多くの場合は、コンサートの最後に演奏を行うが、ヘッドライナーの後に出演するアーティストがいる場合もあり、日本でもフジロックフェスティバルやサマーソニックにおいて同様の事が行われた事がある。
ヘッドライナーが複数存在する場合、例えばこれが2組の場合はダブル・ヘッドライナーなどと言い、この形式をジョイント・コンサートなどと呼ぶ。コンサート・ツアーの場合、順番にヘッドライナーが入れ替わる形式を取ることもある。
英語では一般的なメインアクトの意味で使われ、前座の演奏者と区別する意味がある。

## 挿話

### カリフォルニア・ジャムのヘッドライナー
1974年に開催されたカリフォルニア・ジャムのダブル・ヘッドライナーはディープ・パープルとエマーソン・レイク・アンド・パーマーの両バンドであったが、ディープ・パープル側が日没時間の出演を希望したために最終出演者はエマーソン・レイク・アンド・パーマーとなった。また、ギタリストのリッチー・ブラックモアの希望により、生中継を担当したABCのカメラマンは、必要以上に近づかないこと、観客との間に割り込まないこと、などの制限が加えられた。
しかし当日のステージ進行が予定より早く進んでしまい、ディープ・パープルの演奏時間中の日没という格好のタイミングが望めなくなってしまった。イベント・プロモーターは出演を強要するがディープ・パープルは出演を拒否、事前の希望を貫いて日没直前に演奏を開始した。
こうしたバンドとプロモーターの揉め事に加え、カメラマンは執拗にブラックモアを追ったために怒りを買ってしまう。ついにブラックモアは最後の演奏曲中にギターでカメラを殴打してレンズに突き刺した上に、ステージ上に用意したガソリンに火をつけて爆発・火災を引き起こした。ブラックモアとカメラマンは事前に「今日もギターを壊すのか?」「さあね」「どうせならカメラ写りが良くなるように頼むよ」とジョークを交わしていたと伝えられているが（ただしリッチー本人は後年インタビューにおいて、パフォーマンスの邪魔になるから下がる様にと再三カメラマンにクレームを付けたにも拘らず従わなかった為やったと語っている）、結果として想像以上の損害を出し、後にこの衝撃的な映像は逆に莫大な利益をもたらした。
次の出番であったエマーソン・レイク・アンド・パーマーはこれに触発されたような演奏となったが、ヘッドライナーであったにもかかわらず出演時間を短縮させられる羽目になってしまった。